# Nadškofija Regina
Nadškofija Regina je rimskokatoliška nadškofija s sedežem v Regini (Kanada).

## Geografija
Nadškofija zajame področje 151.375 km² s 392.000 prebivalci, od katerih je 120.000 rimokatoličanov (30,6 % vsega prebivalstva).
Nadškofija se nadalje deli na 168 župnij.

## Nadškofje
- Olivier Elzéar Mathieu (4. december 1915-26. oktober 1929)
- James Charles McGuigan (31. januar 1930-22. december 1934)
- Peter Joseph Monahan (26. junij 1935-6. maj 1947)
- Michael Cornelius O'Neill (4. december 1947-26. september 1973)
- Charles Aimé Halpin (24. september 1973-16. april 1994)
- Peter Joseph Mallon (9. junij 1995-30. marec 2005)
- Daniel Joseph Bohan (30. marec 2005-danes)